# Werner Lechte
Werner Lechte (* 15. September 1944 in Recklinghausen; † 13. Januar 2018) war ein deutscher Kirchenmusiker und Hochschullehrer.
Lechte studierte von 1963 bis 1974 Kirchenmusik in Essen (A-Examen). Er ergänzte seine Ausbildung durch ein Gesangsstudium in Hamburg. Von 1963 bis 1977 wirkte er als Kantor in Essen-Rüttenscheid, Bottrop und Recklinghausen. 1979 wechselte er an die Kirche St. Maximilian in Düsseldorf. Seit 1989 unterrichtete er als Dozent für Gesang und Dirigat an der Robert Schumann Hochschule Düsseldorf.  1996 erfolgte die Ernennung zum Professor. 1992 bis 1995 leitete Lechte kommissarisch den Bachchor Essen.